# Felix E. Feist
Felix Ellison Feist (* 28. Februar 1910 in New York City; † 2. September 1965 in Los Angeles, Kalifornien) war ein US-amerikanischer Film- und Fernsehregisseur sowie Drehbuchautor.

## Leben
Felix E. Feist war der Sohn des MGM-Vertriebsleiters Felix F. Feist (1884–1936) und der Neffe des Musikverlegers Leo Feist. Er studierte an der Columbia University. 
Sein erster Spielfilm als Regisseur war der Science-Fiction-Film Deluge (1933). In den 1930er Jahren und frühen 1940er Jahren drehte er dann verschiedene Kurzfilme, darunter 1936 den Kurzfilm Every Sunday mit Judy Garland und Deanna Durbin in den Hauptrollen. Ab Mitte der 1940er Jahre bis einschließlich 1953 inszenierte er mehrere Spielfilme, um danach an zahlreichen Serien beteiligt zu sein. Sein Schaffen umfasst mehr als 70 Produktionen. Zuletzt verantwortete er ein halbes Dutzend Episoden von Die Seaview – In geheimer Mission sowie eine Folge von The Outer Limits. Gelegentlich war er auch  als Drehbuchautor tätig, so 1952 bei Babes in Bagdad.
Felix Feists Adoptivsohn Raymond Feist ist Schriftsteller von Fantasyromanen.

## Filmografie (Auswahl)
- 1933: Deluge
- 1934: Strikes and Spares (Kurzfilm)
- 1936: Every Sunday (Kurzfilm)
- 1939: Prophet Without Honor (Kurzfilm)
- 1949: The Threat
- 1951: Verfolgt (Tomorrow Is Another Day)
- 1952: Für eine Handvoll Geld (The Big Trees)
- 1952: This Woman is Dangerous
- 1953: Der Rebell von Kalifornien (The Man Behind the Gun)
- 1953: Donovans Hirn (Donovan’s Brain)
- 1957: Streifenwagen 2150 (Highway Patrol, Fernsehserie, eine Folge)
- 1958: Abenteuer unter Wasser (Sea Hunt, Fernsehserie, eine Folge)
- 1958–1960: Der Texaner (The Texan, Fernsehserie)
- 1959: Der zweite Mann (The Deputy, Fernsehserie, eine Folge)
- 1960: Bonanza (Fernsehserie, eine Folge)
- 1964–1965: Die Seaview – In geheimer Mission (Voyage to the Bottom of the Sea, Fernsehserie, 6 Folgen)
- 1965: The Outer Limits (Fernsehserie, eine Folge)